# رستي جاكوبس
رستي جاكوبس (بالإنجليزية: Rusty Jacobs)‏ هو ممثل أمريكي، ولد في 10 يوليو 1967 بنيويورك في الولايات المتحدة.

## أعمال

### أفلام
- (1984) حدث ذات مرة في أمريكا

## وصلات خارجية
- رستي جاكوبس على موقع IMDb (الإنجليزية)
- رستي جاكوبس على موقع قاعدة بيانات الفيلم (الإنجليزية)